# Phthiridium devatae
Phthiridium devatae är en tvåvingeart som först beskrevs av Klein 1970.  Phthiridium devatae ingår i släktet Phthiridium och familjen lusflugor.
Artens utbredningsområde är Kambodja. Inga underarter finns listade i Catalogue of Life.